# Критичний дискурс-аналіз
Крити́чний ди́скурс-ана́ліз (англ. Critical discourse analysis) — підрід дискурс-аналізу, розроблений Норманом Фейрклафом, згідно з яким дискурс — лише один з безлічі аспектів будь-якої соціальної практики. Для критичного дискурс-аналізу основною сферою інтересу є дослідження змін дискурсу, які відбуваються завдяки інтертекстуальності — механізму, за допомогою якого окремий текст притягує елементи й дискурси інших текстів. Комбінація елементів різних дискурсів веде до зміни певного дискурсу і, отже, до зміни соціокультурного світу.
Критичний дискурс-аналіз є критичним в тому сенсі, що він спрямований на виявлення ролі дискурсивної практики в підтриманні соціального устрою, включно з соціальними відносинами при нерівному розподілі влади. Мета критичного дискурс-аналізу — сприяти соціальним змінам і водночас більш рівномірному розподілу влади в комунікативних процесах і суспільстві в цілому.